# Dương Nhất Thanh

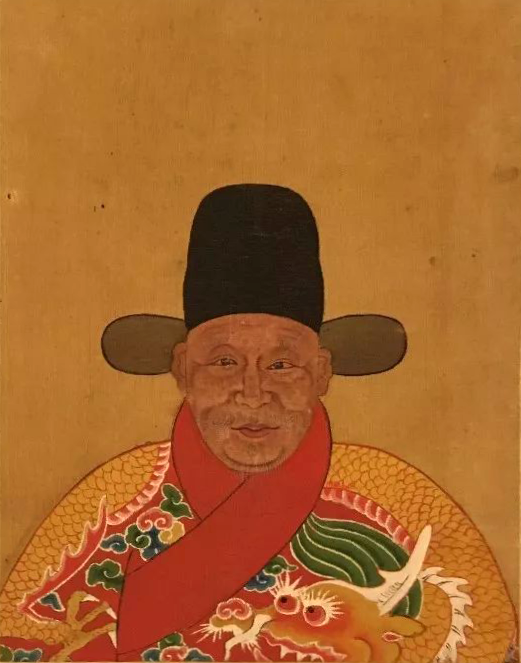
Dương Nhất Thanh

Dương Nhất Thanh (chữ Hán: 杨一清, 24/12/1454 – 5/9/1530) là tể tướng nhà Minh trong lịch sử Trung Quốc.

## Xuất thân
Nhất Thanh tự Ứng Ninh, hiệu Thúy Am, là người châu An Ninh, hành tỉnh Vân Nam . Cha là Dương Cảnh, đỗ cử nhân kỳ thi Hương năm Vĩnh Lạc thứ 21 (1423), ban đầu được làm Phán Bá Châu, đổi sang Lễ Châu, rồi được làm đến Hóa Châu đồng tri. Nhất Thanh được sanh vào ngày 6/12 ÂL năm Cảnh Thái thứ 5 (24/12/1454) ở Hóa Châu. Năm Thành Hoá thứ 6 (1470), Dương Cảnh trí sĩ, đem theo Nhất Thanh về quê nhà của bà nội Lưu thị là Ba Lăng định cư.
Lên 8, 9 tuổi, Nhất Thanh thông minh hơn người, đọc sách 1 lần thì không quên, đã đặt bút thì thành văn. Nhờ vậy Nhất Thanh được quận chọn làm Kỳ đồng để trở thành Hàn Lâm tú tài. Minh Hiến Tông lệnh cho Nội các chọn thầy dạy cho Hàn Lâm tú tài, Nhất Thanh được theo học Trạng nguyên Lê Thuần. Năm 14 tuổi (1468), Nhất Thanh đỗ cử nhân.

## Khởi nghiệp
Năm Thành Hóa thứ 8 (1472), Nhất Thanh đỗ tiến sĩ. Năm sau, cha đi thăm chị gái của Nhất Thanh ở Đan Đồ rồi mất ở đấy. Do gia cảnh nghèo túng, Nhất Thanh quyết định không về quê nhà xa xôi, mà chôn cất cha ngay tại Đan Đồ, còn mình cũng làm nhà ở đấy. Mãn tang, Nhất Thanh được thụ chức Trung thư xá nhân. Do chức vụ này ở Nam Kinh rất nhàn hạ, nên Nhất Thanh mở lớp dạy học. Học trò của Nhất Thanh đỗ đạt có đến hàng trăm người.

## Thời Minh Hiếu Tông
Về sau, Nhất Thanh được thăng làm Sơn Tây án sát thiêm sự, rồi chịu tang mẹ là Trương thị. Mãn tang, Nhất Thanh được đổi làm Thiểm Tây đốc học phó sứ. Nhất Thanh mặt xấu xí nhưng tính cơ cảnh, mẫn tiệp, ưa bàn đại kế trị lý quốc gia. Ở Thiểm Tây 8 năm, Nhất Thanh xây dựng Chánh Học thư viện, chọn lựa sanh viên ưu tú để đào tạo, trước rèn đức hạnh sau dạy văn nghệ; còn nhân lúc nhàn rỗi mà nghiên cứu thông thuộc tình hình vùng biên. Sau đó Nhất Thanh được vào triều làm Thái Thường tự thiếu khanh, rồi tiến làm Nam Kinh Thái Thường tự khanh.
Năm Hoằng Trị thứ 15 (1502), nhờ Lưu Đại Hạ tiến cử, Nhất Thanh được cất nhắc làm Đô sát viện Tả phó đô ngự sử, Đốc lý Thiểm Tây mã chánh. Các tộc thiểu số vốn có nhiều ngựa, lại ham muốn trà của người Hán. Minh Thái Tổ cho phép đem trà đất Thục đổi lấy ngựa của họ, cấp cho quân đội. Lâu ngày lơi lỏng, kẻ gian phần nhiều lén bán trà để kiếm lợi, còn ngựa thì chẳng thấy đâu. Nhất Thanh dâng hơn chục tấu sớ điều trần việc này, triều đình giáng chiếu cho phép ông giải quyết. Nhất Thanh nghiêm cấm buôn lậu, bắt buộc tất cả thương nhân trà phải thông qua quan phủ, mới được giao dịch với các tộc thiểu số, nên thu được rất nhiều ngựa.
Gặp lúc người Mông Cổ xâm phạm ao muối Hoa Mã, Lưu Đại Hạ bèn tiến cử Nhất Thanh, đế mệnh cho ông làm Tuần phủ Thiểm Tây để kinh lược vùng biên, vẫn làm Đốc mã chánh. Nhất Thanh vừa nhận chức thì địch đã lui, bèn chọn lính luyện binh, xây dựng 2 thành Bình Lỗ, Hồng Cổ để tặng viện cho Cố Nguyên. Dựng tường ven sông Tần để ngăn người Mông Cổ; hặc tội tham ô, đòi bãi chức Vũ An hầu Trịnh Anh  và vài thủ bị, cắt giảm chi phí dành cho thái giám trấn thủ lên đến vài ngàn lạng hàng năm, rồi chỉnh đốn quân kỷ.

## Thời Minh Vũ Tông

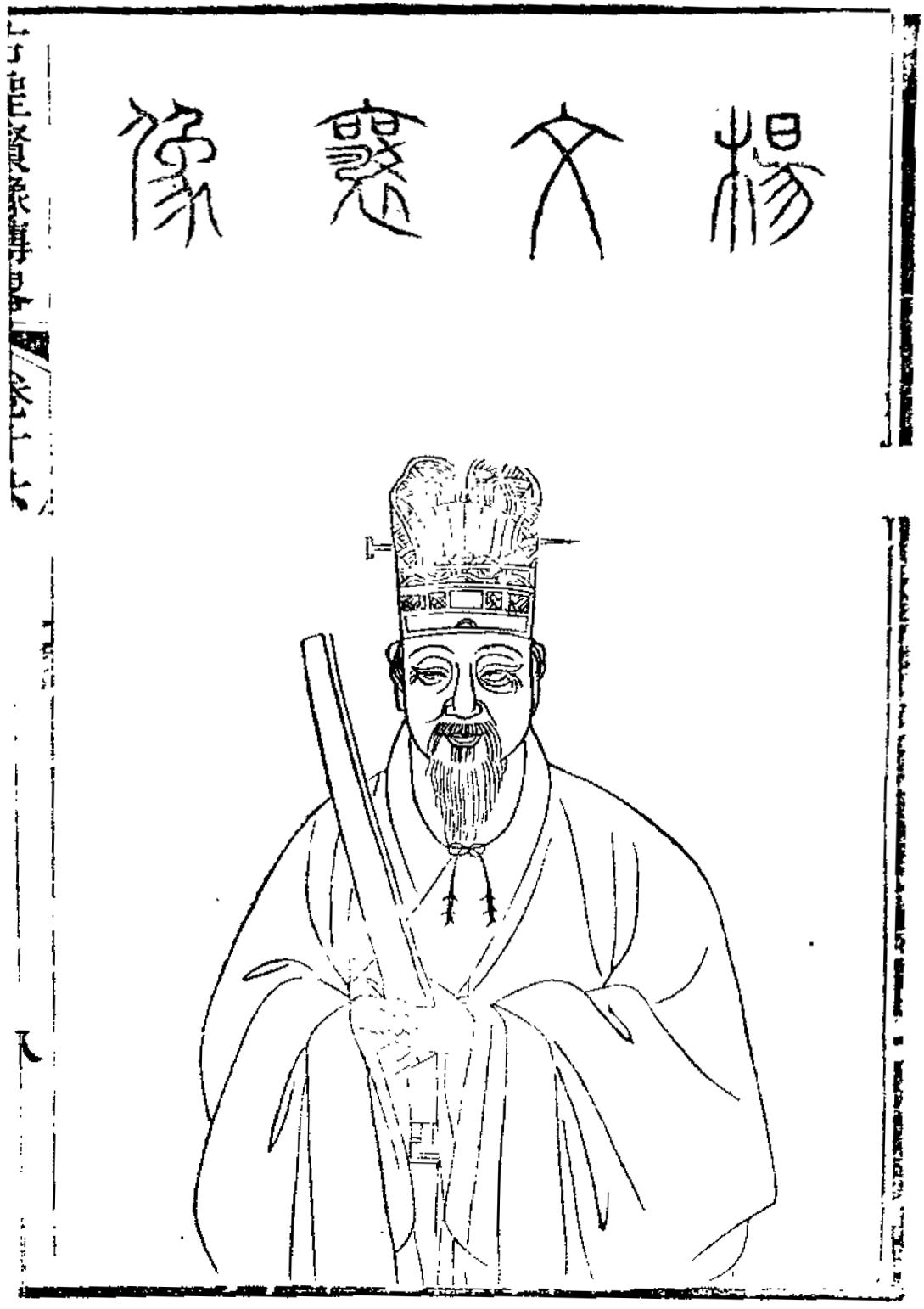
Dương Nhất Thanh

Mùa đông năm Hoằng Trị thứ 18 (1505), mấy vạn kỵ binh Mông Cổ xâm nhập Ninh Hạ, đến tận Cố Nguyên, Nhất Thanh không liên lạc được với quân đội của tổng binh Tào Hùng, bất chấp mọi người can ngăn, soái hơn 50 khinh kỵ đi suốt đêm ngày, từ Bình Lương đến gặp Hùng, bàn bạc phương lược. Dưới sự chỉ huy của Tào Hùng, quân Minh bày trận thế chỉnh tề với rất nhiều tân binh để hư trương thanh thế, người Mông Cổ giật mình, bèn dời sang Long Đức. Quân Mông Cổ giữa đêm đến dưới thành, trước đó Nhất Thanh tụ tập người trong thành, đến nay thì lên thành, liên tiếp bắn hỏa pháo, vang dội cả thung lũng, khiến người Mông Cổ ngỡ đại quân Minh đã đến, bèn bỏ chạy ra khỏi biên giới. Nhất Thanh cho rằng Duyên Tuy, Ninh Hạ, Cam Túc có cảnh báo thì không ứng cứu lẫn nhau, là bởi không được chỉ huy thống nhất, đề nghị cho đại thần kiêm lĩnh. Lưu Đại Hạ xin lập tức cho Nhất Thanh làm Tổng chế tam trấn quân vụ.
Ít lâu sau Nhất Thanh được tiến làm Hữu đô ngự sử, bèn kiến nghị chỉnh đốn biên phòng. Sách lược của Nhất Thanh bao gồm các vấn đề chính: xây sửa tường hào, đặt thêm vệ sở, kinh lý Linh (Linh Châu sở), Hạ (Ninh Hạ vệ), chỉnh đốn Vi Châu (thiên hộ sở). Minh Vũ Tông đồng ý, triều đình phát ra vài mươi vạn lạng vàng trong kho, sai Nhất Thanh xây dựng. Nhưng Nhất Thanh biết Lưu Cẩn ghét mình không nương tựa ông ta, nên xưng bệnh xin hưu. Việc xong, lại thiếu hụt 40 dặm tường so với thiết kế ban đầu; Lưu Cẩn vu cáo Nhất Thanh mạo lĩnh phí tổn vùng biên, khiến ông bị bắt vào ngục vào của Cẩm y vệ. Nhờ Đại học sĩ Lý Đông Dương, Vương Ngao ra sức cứu giúp, Nhất Thanh mới được trí sĩ, nhưng trước sau phải nộp phạt 600 thạch gạo.
Tháng 4 ÂL năm Chánh Đức thứ 5 (1510), An Hóa vương Chu Trí Phiên làm phản, triều đình khởi dùng Nhất Thanh làm Tổng chế Ninh Hạ, Duyên Tuy, Cam, Lương quân vụ , cùng Tổng binh quan Thần Anh đánh dẹp, còn lấy thái giám Trương Vĩnh làm Tổng đốc Ninh Hạ quân vụ, tức là giám quân. Chưa đến nơi, bộ tướng cũ của Nhất Thanh là Cừu Việt nổi dậy bắt được Chu Trí Phiên.
Nhất Thanh vội đến trấn, tuyên bố đức ý. Trương Vĩnh cũng đến, Nhất Thanh nói chuyện với ông ta rất hòa hợp. Biết Vĩnh với Lưu Cẩn có hiềm khích, Nhất Thanh tìm cơ hội thuyết phục Vĩnh tiêu diệt Cẩn. Nhất Thanh bày kế cho Vĩnh báo tiệp, tìm cớ xin nói riêng với Vũ Tông, rồi tố cáo tội ác của Cẩn. Vĩnh làm theo, quả nhiên diệt được Cẩn. Vĩnh nhớ ơn Nhất Thanh, sau khi kề cận hoàng đế, thì giúp ông được triệu về triều, bái làm Hộ bộ thượng thư. Luận công, Nhất Thanh được gia làm Thái tử thiếu bảo, ban tiền vàng (kim tệ). Ít lâu sau, Nhất Thanh được đổi sang bộ Lại.
Nhất Thanh làm việc thông thạo và lão luyện, tính cách lại bao dung và rộng rãi. Nhất Thanh yêu mến các bậc hiền sĩ đại phu, cùng họ chia ngọt sẻ bùi. Những ai bị Lưu Cẩn vu hãm, đều được lục dụng trở lại. Sớm biết được người nào, chiều lập tức tiến cử, nên có môn sanh khắp thiên hạ. Nhất Thanh từng được trở lại Quan Trung nắm quân quyền, cất nhắc những thiên tướng, tỳ tướng làm đến đại tướng, phong hầu, liên tục mãi không dứt. Quà biếu hễ chịu nhận, trao tay lập tức phân phát đi.
Từ cuối năm thứ 5 đến năm thứ 7 (1512), các cuộc nổi dậy nổ ra ở khắp cả nước. Nhất Thanh dâng sớ đề nghị điều binh khiển tướng, trước sau mấy lần đều được hoàng đế đồng ý. Năm thứ 8 (1513), triều đình dẹp xong nghĩa quân nhiều nơi. Xét công, Nhất Thanh được gia hàm Thiếu bảo, Thái tử thái bảo, ân ấm Cẩm y vệ Bách hộ.
Tháng 2 ÂL năm thứ 9 (1514), Nhất Thanh được Đình thôi vào Nội các, chịu thất bại về tay thượng thư Cận Quý, nhưng được tiến làm Thiếu phó, Thái tử thái phó.
Ngự sử Mạnh Dương đàn hặc Đại học sĩ Lương Trữ, ngự sử Trương Phác chống đối thái giám Lương Dụ, Lưu Thiên Hòa, Vương Đình Tướng chống đối thái giám Liêu Đường, ngự sử Thành Văn đàn hặc Đô ngự sử Trương Dực, còn có thiêm sự Triệu Ứng Danh, Hứa Thành Văn; tất cả bị bắt vào ngục. Nhất Thanh đều tâu xin thả ra. Cấp sự trung Vương Ngang bàn về tệ nạn của phép chọn quan viên, chỉ trích Nhất Thanh bồi dưỡng bè đảng; đế biếm trích Ngang. Nhất Thanh nói đỡ cho Ngang, đế giáng chỉ vỗ về. Từ tháng giêng ÂL cùng năm, cung Càn Thanh bị thiêu rụi, đến nay triều đình giáng chiếu cầu lời nói thẳng. Nhất Thanh dâng thư chỉ trích hoàng đế lười coi chầu, nhác cúng tế, xây chùa thờ Phật ở Tây nội, lưu giữ lính vùng biên trong hoàng thành, buông thả các nha thự Hoàng điếm, cục chức tạo ở Giang Nam nhũng nhiễu dân gian; nhân đó ông xưng bệnh xin hưu, đế an ủi giữ lại.
Tháng 3 ÂL năm thứ 10 (1515), Đại học sĩ Dương Đình Hòa gặp tang xin nghỉ. Tháng 4 ÂL, đế mệnh cho Nhất Thanh kiêm làm Anh Vũ điện Đại học sĩ, bước vào Nội các.
Nghĩa tử của Vũ Tông là Tiền Ninh được tin sủng, vốn có quan hệ tốt với Nhất Thanh, bị xui khiến mà trở mặt với ông. Gặp thiên tai, Nhất Thanh tự hặc, trong sớ chỉ trích hoàng đế nghe lời xu nịnh. Dù Vũ Tông không quan tâm, nhưng bọn Ninh cùng Giang Bân giận lắm, sai kép hát Tang Hiền ở trước mặt đế đặt lời đồn không căn cứ, chê trách Nhất Thanh. Bấy giờ có kẻ bị bộ Lại khảo sát, chịu bãi quan, Tiền Ninh khiến kẻ ấy xúi giục Võ học sanh Chu Đại Chu tố giác riêng kín của Nhất Thanh. Bọn Cấp sự ngự sử Chu Kim, Trần Thức liên tiếp dâng sớ hặc Chu Đại Chu nói bậy, xin truy tìm chủ mưu; đế không nghe.
Tháng 11 ÂL năm thứ 11 (1516), Nhất Thanh bèn ra sức xin nghỉ hưu, đế ban sắc an ủi, cho ông hưởng đặc quyền chu cấp lương thực theo định chế. Tháng 8 nhuận ÂL năm thứ 15 (1520), đế nam hạ đánh dẹp cuộc nổi dậy của Ninh vương Chu Thần Hào, ghé nhà Nhất Thanh, mở tiệc 2 ngày đêm, làm phú nối thơ vài mươi bài. Nhất Thanh lựa dịp mà can ngăn, đế bèn không đi Giang Chiết nữa.

## Thời Minh Thế Tông
Thời Minh Thế Tông còn là Hưng vương thế tử, Hưng Hiến vương Chu Hữu Nguyên từng nói đất Sở có tam kiệt: Lưu Đại Hạ, Lý Đông Dương và Nhất Thanh, trong lòng vẫn nhớ. Đến nay Thế Tông nối ngôi, triều thần liên tiếp dâng hơn 20 sớ tiến cử Nhất Thanh. Thế Tông trước tiên ban vàng lụa thăm hỏi, sai sứ giả tỏ ý tuyên triệu, Nhất Thanh tạ ơn; đế đặc cách cho 1 con trai của ông làm Trung thư xá nhân.
Tháng 12 ÂL năm Gia Tĩnh thứ 3 (1524), triều đình giáng chiếu cho Nhất Thanh nhận hàm Thiếu phó, Thái tử thái phó, đổi làm Binh bộ thượng thư, Tả đô ngự sử, Tổng chế Thiểm Tây tam biên quân vụ; còn giáng chiếu vỗ về, sánh ông với Quách Tử Nghi. Nhà Minh dùng văn quan coi vùng biên, bắt đầu từ Nhất Thanh; đến nay ông lần thứ 3 được làm tổng chế, quân đội dưới quyền nhảy nhót vui mừng. Cựu thái sư của Mông Cổ là Diệc Bất Lạt sau khi thua chạy đến Tây Hải, gây hại cho lưu vực sông Thao thuộc Tây Ninh, Kim Hiến Dân đề nghị vỗ về, một mình Nhất Thanh xin đánh; Thổ Lỗ Phiên mong được triều cống, Trần Cửu Trù đề nghị cự tuyệt, Nhất Thanh xin vỗ về. Bấy giờ Nhất Thanh soái chư tướng tập luyện hành trận, từng nói: "Lúc không việc thì nên phòng ngừa khi có việc, lúc có việc thì cần trấn tĩnh như khi không việc." 
Gặp lúc bọn Trương Thông ra sức bài xích Phí Hoành, Ngự sử Cát Đường nhân đó xin cho Nhất Thanh quay về Nội các, bọn Cấp sự trung Chương Kiều, ngự sử Hầu Trật phản đối. Gia Tĩnh đế trích giáng trật những ai phản đối, vào tháng 5 ÂL năm thứ 5 (1526), triệu Nhất Thanh làm Lại bộ thượng thư, Vũ Anh điện đại học sĩ. Sau khi gặp hoàng đế, Nhất Thanh được gia hàm Thiếu sư, còn kiêm Thái tử thái phó. Ít lâu sau, Hiến hoàng đế thực lục hoàn thành, Nhất Thanh được gia hàm Thái tử thái sư, Cẩn Thân điện đại học sĩ. Nhất Thanh cho rằng mình không tham gia biên soạn nên từ chối, đế không cho phép.
Tháng 8 ÂL năm thứ 6 (1527), Tổng chế, thượng thư Vương Hiến đánh bại quân Mông Cổ ở Thạch Cữu Đôn, đẩy công lao cho Nhất Thanh, nên ông được gia làm Đặc tiến Tả trụ quốc, Hoa Cái điện đại học sĩ, 1 con trai được ấm làm Cẩm y vệ bách hộ thế tập. Từ tháng 2 ÂL, Phí Hoành đã rời triều đình, Nhất Thanh trở thành thủ phụ của Nội các, đến nay được đế ban 2 tấm ngân chương, ở trên viết "kỳ đức trung chánh" và "thằng khiên củ vi", lệnh cho ông bí mật tâu việc. Nhất Thanh cùng Trương Thông luận công của Trương Vĩnh thời Vũ Tông, nên Vĩnh được khởi làm Đề đốc đoàn doanh. Cấp sự trung Lục Sán xin xây thêm công trình biên phòng, dựa vào đề nghị trước đây của Nhất Thanh, nên ông đốc thúc việc này. Đế phát vàng trong kho, mệnh cho thị lang Vương Đình Tướng đem đi, nhưng về sau đình chỉ. Tháng 6 ÂL năm thứ 7 (1528), Minh luân đại điển hoàn thành, Nhất Thanh được gia bổng lộc của Chánh nhất phẩm.
Từ tháng 7 ÂL năm Chánh Đức thứ 16 (1521), Trương Thông dâng sớ nói Gia Tĩnh đế "kế thống không kế tự", làm bùng lên cuộc Đại lễ nghị. Bấy giờ Nhất Thanh đang ở nhà, đọc sớ ấy, gởi thư cho môn nhân Kiều Vũ, nói đế sẽ được như ý; lại khuyên Tịch Thư sớm về triều, để tham gia tranh luận. Bọn Thông đã được vẻ vang, cùng nhau tiến cử Nhất Thanh. Đế cũng cho rằng Nhất Thanh là lão thần, đãi ngộ thêm trọng thể. Nhất Thanh được miễn tham gia buổi chầu hằng ngày, chỉ tham gia vào các ngày sóc – vọng mỗi tháng, lệnh cho ông trời sáng mới phải vào Nội các coi việc. Nhất Thanh được ban thưởng ngự thư (thư pháp của hoàng đế), họa chương (thơ đáp lại) cùng tiền vàng, lễ vật rất nhiều; đề nghị về việc ở cùng biên, kế hoạch quốc gia dù lớn hay nhỏ đều được nghe theo.
Sau khi Phí Hoành trí sĩ, bọn Thông ngỡ Nhất Thanh sẽ giúp mình, nhưng ông lại cố xin cho Tạ Thiên quay về Nội các, khiến họ sanh lòng oán hận. Thiên chưa về, Thông đã được gia nhập Nội các, bày ra nhiều thay đổi, bị Nhất Thanh từng chút ức chế, khiến Thông cùng đồng đảng đầy bất bình. Cẩm y vệ thiêm sự Nhiếp Năng Thiên bới móc Thông, nên Thông muốn đẩy ông ta vào chỗ chết, nhưng Nhất Thanh không đồng ý. Thông giận, dâng sớ ngầm nói xấu Nhất Thanh, còn xúi giục Hoàng Oản dốc sức bài xích ông. Nhất Thanh dâng sớ biện bạch, nói Thông vì cớ Năng Thiên mà bài trừ mình, còn nhắc đến những lời khác của ông ta. Nhân đó Nhất Thanh xin nghỉ hưu, đế bèn hòa giải đôi bên. Nhất Thanh lại nhân có thiên tai, đề nghị cảnh cáo trăm quan giữ hòa thuận, lại xin tha tội cho những người tham gia phái Hộ lễ; Thông càng giận. Tháng 2 ÂL năm thứ 8 (1529), Quế Ngạc được gia nhập Nội các, Nhất Thanh không thể chống lại bọn họ nữa. Nhất Thanh nhiều lần xin nghỉ hưu, thừa nhận bản thân đơn độc không chịu nổi dư luận; đế lại giáng chỉ vỗ về.
Tháng 8 ÂL cùng năm, Cấp sự trung Vương Chuẩn, Lục Sán tố cáo Thông, Ngạc dựa dẫm quyền quý và đưa hối lộ, đế lập tức bãi chức Thông, Ngạc, còn phơi bày tội trạng của họ. Đồng đảng của bọn Thông là Hoắc Thao xắn tay áo, tuyên bố tiếp nhận việc làm dang dở của họ, rồi dâng sớ ra sức công kích Nhất Thanh, nói ông nhận hối lộ của Trương Vĩnh và Tiêu Kính. Nhất Thanh lại dâng sớ biện bạch, xin chịu bãi chức. Đế dẫu an ủi giữ lại, nhưng vào tháng 9 ÂL lại triệu Thông về. Thao công kích càng hăng, nói Pháp tư nghe theo chỉ dẫn của Nhất Thanh, dựng nên tội của Ngạc. Đế quả nhiên nổi giận, lệnh cho pháp tư hội với đình thần tiến hành tạp nghị, rồi đẩy Hình bộ thượng thư Chu Luân đi Nam Kinh, lấy thị lang Hứa Tán thay thế. Tán làm theo lời Thao, xin lột quan tịch của Nhất Thanh. Đế lệnh cho Nhất Thanh tự trần tình, Thông bèn 3 lần dâng mật sớ, kể công của Nhất Thanh trong Đại lễ nghị, xin khoan thứ cho ông, thực ra là nhằm củng cố ý định của đế để ông ra đi. Đế quả nhiên chấp nhận cho Nhất Thanh trí sĩ, dùng trạm dịch đưa ông về, còn ban tiền vàng. Năm sau, bọn Thông dựng ra vụ án Chu Kế Tông, kết tội Nhất Thanh nhận vàng lụa của em Vĩnh là Dung, làm văn bia (chí) và mộ cho Vĩnh, lại cho Dung được thế tập Cẩm y vệ chỉ huy, khiến ông chịu rớt chức và giam lỏng ở nhà . Nhất Thanh cả hờn, nói: "Già rồi, nên bị bọn trẻ ranh hãm hại." 
Nhất Thanh tính nỏng nảy, lại ưa uống rượu nặng (thuần tửu), nên bị chứng nhiệt độc. Tháng 6 ÂL, Nhất Thanh phát nhọt ở lưng. Ngày 14 tháng 8 ÂL năm thứ 9 (5/9/1530), Nhất Thanh mất, di sớ nói mình bị miệt thị, đến chết mà không rõ ràng. Đế lệnh cho bỏ tội nhận hối lộ không hỏi. Sau vài năm, Nhất Thanh được khôi phục quan chức. Rất lâu về sau, Nhất Thanh được tặng hàm Thái bảo, thụy là Văn Tương.

## Đánh giá
Nhất Thanh học rộng lại giỏi quyền biến, hiểu biết rất thấu triệt việc vùng biên. Công việc ở Nội các rất phức tạp, Nhất Thanh một đêm xem 10 bản sớ, đều xử lý thích hợp. Người nào chỉ trích mình, Nhất Thanh ngược lại còn tiến cử kẻ ấy. Chỉ là cuối đời Nhất Thanh cùng Thông, Ngạc bất đồng, bị họ lật đổ, không được nhận kết cục trọn vẹn.
Sử cũ khen Nhất Thanh là kỳ tài một thời không có người thứ hai, được sánh với tể tướng Diêu Sùng nhà Đường.

## Hậu nhân
Nhất Thanh bẩm sinh bị chứng vô sinh, có vẻ ngoài của thái giám. Năm Thành Hóa thứ 20 (1485), Nhất Thanh đưa mẹ về Vân Nam hội họp với tông tộc, nhận cháu họ là Dương Thiệu Phương làm con. Thiệu Phương trở thành thủy tổ của họ Dương ở Trấn Giang.